# أندرو بالارد
أندرو بالارد (بالإنجليزية: Andrew Ballard)‏ هو قسيس بريطاني، ولد في 14 يناير 1944.